# Ана Бован
Prof. dr Ана Бован је декан универтитета Метрополитан у Београду, директор консултантске куће Бован Консалтинг и председник Централног европског форума за развој (CEDEF). По образовању је преводилац и дипломирани правник. Завршила Универзитет Новог Јужног Велса и Универзитет у Београду. 
Дугогодишње радно и саветодавно искуство стекла је у Аустралији и Европи. 
Члан је струковног удружења и добитник неколико домаћих и интернационалних награда за пословна остварења, међу којима је и награда Европске асоцијације за пејџинг за пројекат за Дојче Телеком. Креатор, стратег и саветник у више политичких кампања у СЦГ и Републици Српској од 1990. године. Аутор недељне колумне у дневном листу Балкан и уредник ТВ серијала ПР њуз.
Налази се на листи 100 најмоћнијих жена Србије